# West Palm Beach
West Palm Beach är en stad i Florida, USA. Staden ligger i Palm Beach County och är administrativ huvudort (county seat) där. Den viktiga vägen Interstate 95 går igenom staden.